# Vöran
Vöran ([ˈføˑran]; italienisch Verano) ist eine italienische Gemeinde mit 996 Einwohnern (Stand 31. Dezember 2023) in Südtirol auf dem Tschögglberg mit Blick ins Etschtal in der Nähe von Meran.

## Geographie
Die Gemeinde Vöran erstreckt sich über den Tschögglberg, einen das Etschtal zwischen Meran und Bozen ostseitig begleitenden Höhenzug der Sarntaler Alpen. Das Dorfzentrum befindet sich in tieferen, mittelgebirgigen Lagen des von Wald und Wiesen charakterisierten Gebiets im Westen der Gemeinde auf 1200 m Höhe. Daneben bestehen noch zahlreiche verstreute Gehöfte, die an den Hängen über dem Aschler Bach dem Weiler Aschl zugerechnet werden.
Im Norden und Süden grenzt Vöran an die Tschögglberger Nachbargemeinden Hafling und Mölten. Im Westen fällt das Gelände über steile Hänge ins Etschtal auf der Höhe von Burgstall ab. Im Nordosten findet das Gemeindegebiet an der Wasserscheide zum Sarntal, über die auch die Grenze zur gleichnamigen Gemeinde Sarntal verläuft, auf rund 2000 m seinen höchsten Punkt.

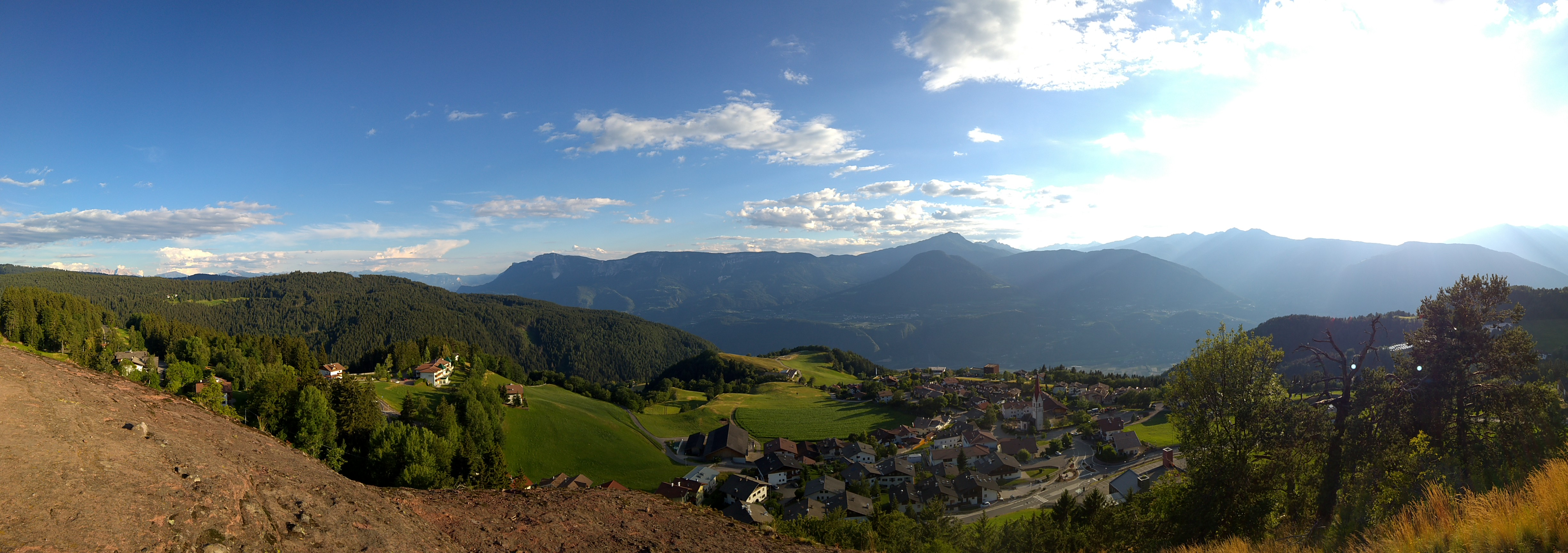
Panoramablick auf Vöran und Etschtal vom Naturdenkmal Beimsteinknott

## Geschichte

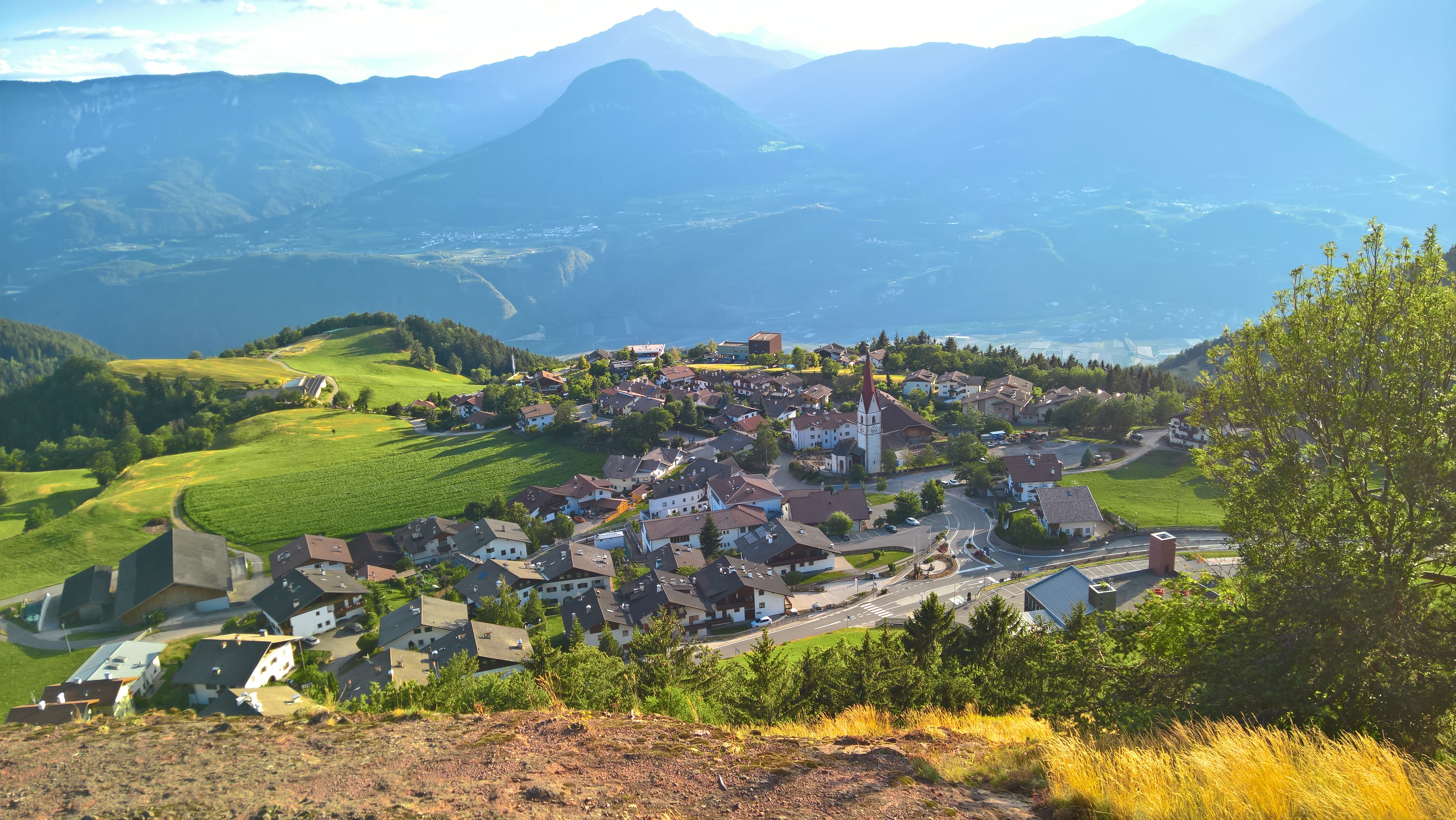
Dorfzentrum Vöran

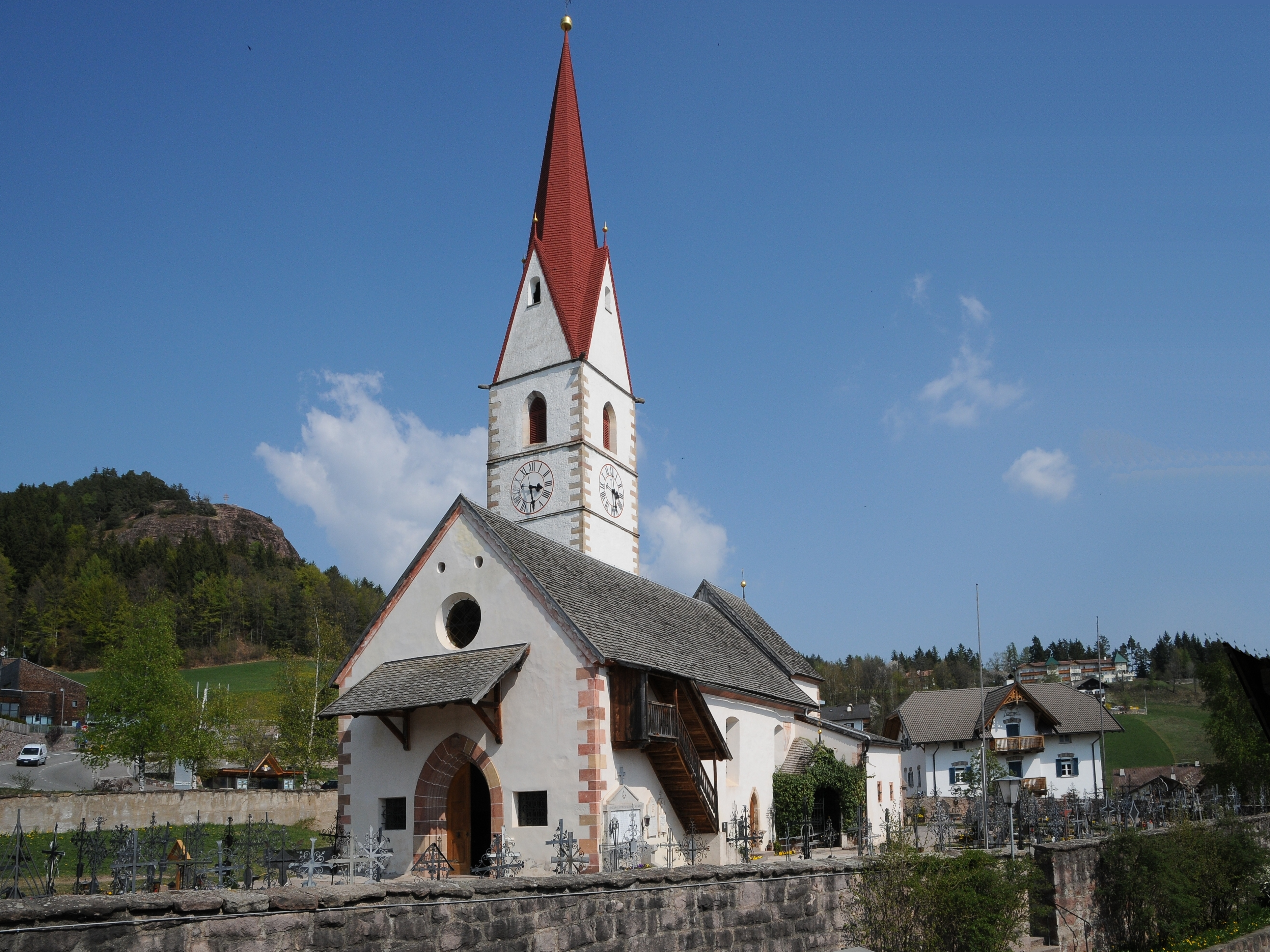
Die Kirche St. Nikolaus im Dorfzentrum

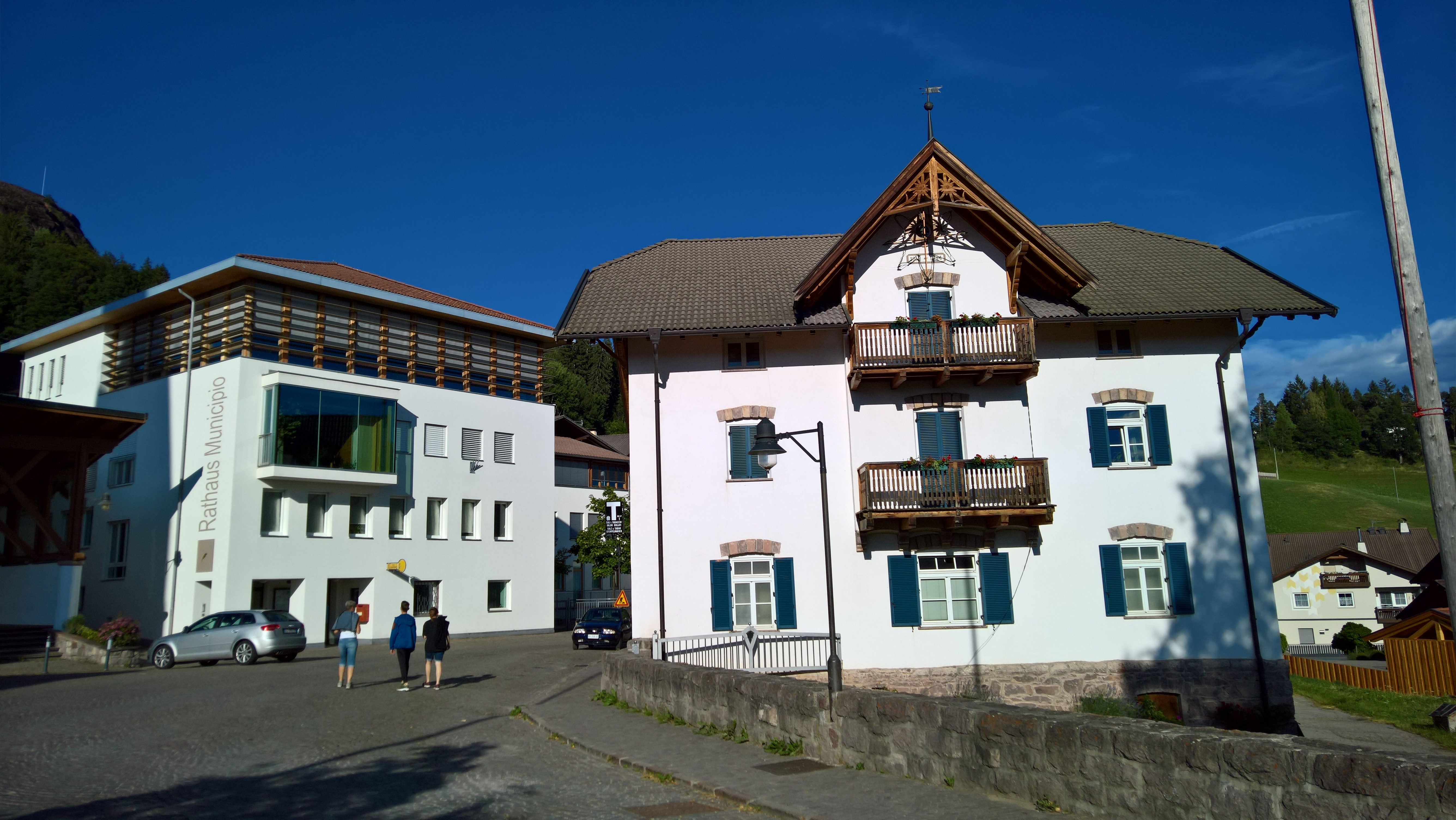
Das neue Rathaus am Dorfplatz von Vöran

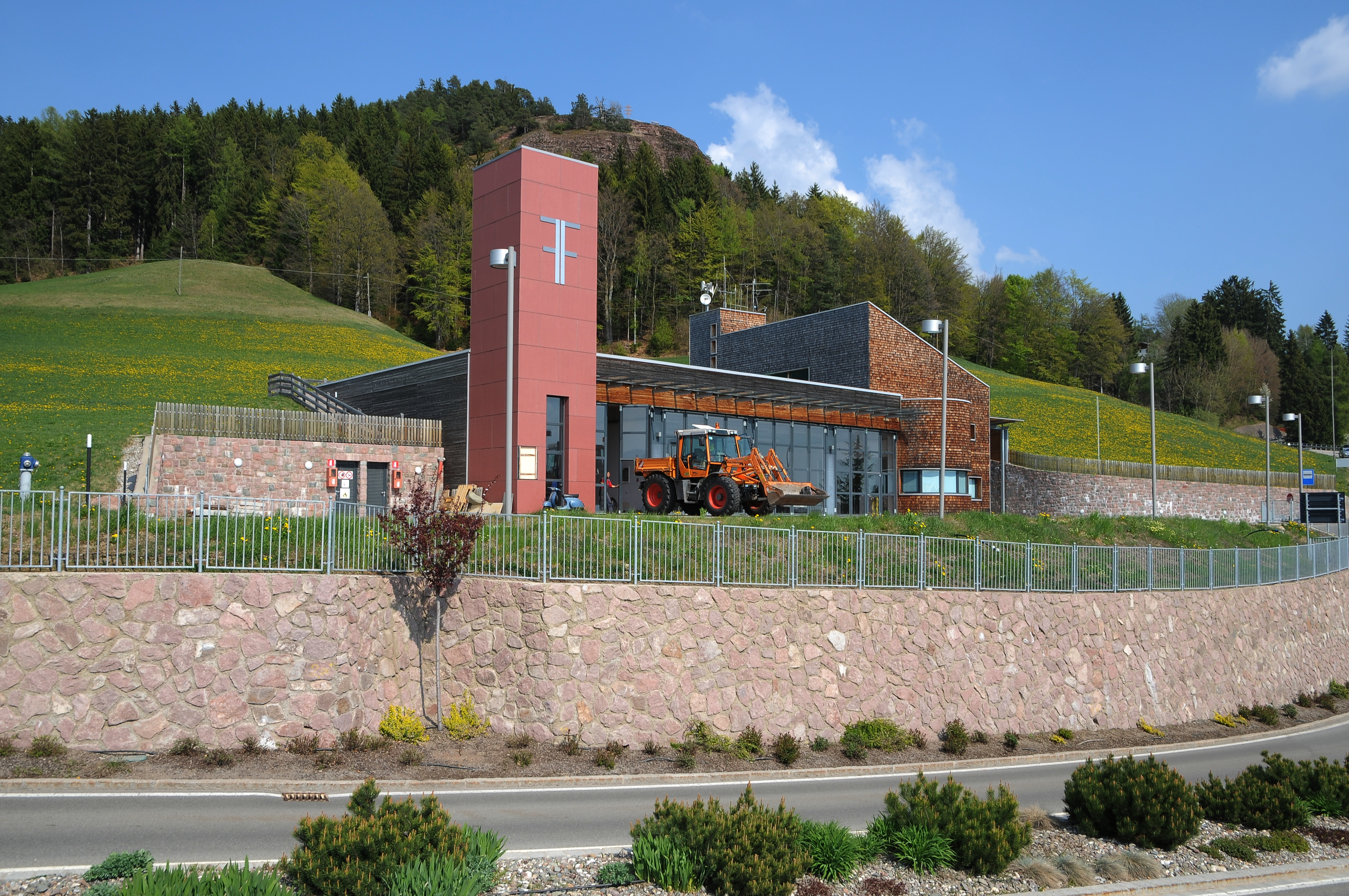
Der moderne Feuerwehrstützpunkt

Obwohl der Ortsname auf ein römisches Landgut hinweist, machen sich die archäologischen Funde rar. Lediglich die zu Vöran gehörenden Teile der Furggl weisen Baustrukturen einer Wallburg auf, die allerdings vorrömisch ist.
Vöran wird erstmals im Jahr 1186 in einer Besitzbestätigungsurkunde Papst Urbans III. für das Augustinerchorherrenstift Au-Gries (heute Muri-Gries) in Bozen als „Veran“ genannt.
Wie insgesamt der Tschögglberg, war auch Vöran schon im 13. Jahrhundert als ausgezeichnetes Acker- und Getreidebaugebiet ausgewiesen und ist als solches in den landesfürstlichen Urbaren genannt, so in jenem von Meinhard II. von 1285/90.
Die Gemeinde gehörte bis zum Ende des Ersten Weltkriegs zum Gerichtsbezirk Meran und war Teil des Bezirks Meran.

## Ortsnamen
Der Name fügt sich in die in der Gegend häufigen Namen auf -anum ein und geht auf Veranum (‚Landgut der Verus-Familie‘) zurück. Die Furggl ist mit lateinisch furcula ‚Höhenpfad, kleiner Übergang‘ zu erklären.

## Politik
Bürgermeister seit 1952:
- Ignaz Kröss: 1952–1976
- Johann Kienzl: 1976–1985
- Alfons Alber: 1985–2010
- Thomas Egger: 2010–2025
- Daniela Mittelberger: seit 2025

## Bevölkerung

### Sprachgruppen
Vöran ist gemäß den erhobenen Sprachgruppenzugehörigkeitserklärungen bzw. Sprachgruppenzuordnungserklärungen eine weitgehend deutschsprachige Gemeinde. Als Berechnungsgrundlage der folgenden Prozentwerte wurden die gültigen Erklärungen von Personen mit italienischer Staatsbürgerschaft herangezogen.
| Sprache     | 1981    | 1991    | 2001    | 2011    | 2024    |
| ----------- | ------- | ------- | ------- | ------- | ------- |
| Deutsch     | 99,71 % | 99,62 % | 98,93 % | 97,90 % | 98,53 % |
| Italienisch | 0,29 %  | 0,38 %  | 0,59 %  | 2,10 %  | 1,47 %  |
| Ladinisch   | 0,00 %  | 0,00 %  | 0,47 %  | 0,00 %  | 0,00 %  |

## Bildung
In der Gemeinde gibt es Bildungseinrichtungen für die deutsche Sprachgruppe. Diese umfassen einen Kindergarten und eine Grundschule.

## Wirtschaft
Vöran war eine von 10 Modellgemeinden der Arbeitsgemeinschaft der Alpenländer (Arge Alp) und verfügt dadurch heute über ein Biosolarheizwerk, welches das Dorfzentrum zentral und durch Verwendung von erneuerbaren Brennstoffen mit Wärme versorgt.
In wirtschaftlicher Hinsicht sind die modern aufstrebende Landwirtschaft – die über 70 Höfe sind heute zum Großteil vollständig mechanisiert –, das ebenso blühende Handwerk und der Tourismus hervorzuheben. Viele Vöraner pendeln auch in die Städte Meran und Bozen oder in die umliegenden Dörfer (Hafling, Mölten, Burgstall und Sarnthein) aus.

## Verkehr
Für den Autoverkehr ist die Gemeinde über die Landesstraße 98 erschlossen, die von Meran und Terlan aus die Tschögglberger Gemeinden Hafling, Vöran und Mölten miteinander verbindet.

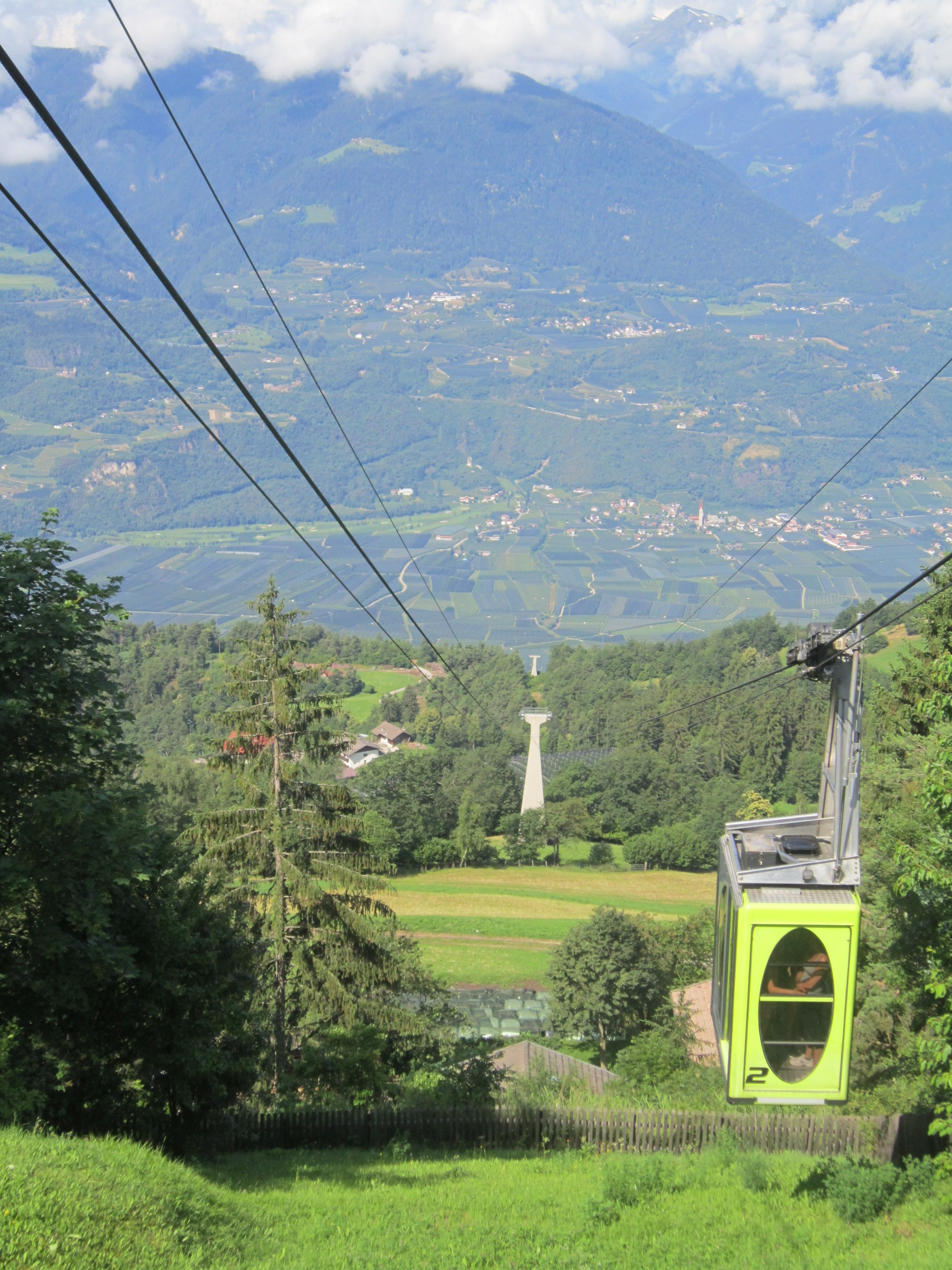
Die alte Seilbahn Vöran 2013, seit 2017 durch eine neue Anlage ersetzt

Seit 1957 ist das Bergdorf zudem mit der Seilbahn Vöran von Burgstall im Etschtal aus erreichbar. Im Jahre 2017 wurde die ursprüngliche Konstruktion durch eine komplett neue Anlage ersetzt.

## Sehenswertes
- das Knottnkino, ein besonders gestalteter Aussichtspunkt auf dem Porphyrfelsen Rotsteinkogel